# Ferranti Mark I
La Ferranti Mark I, també coneguda com la Computadora Electrònica de Manchester (Manchester Electronic Computer) va ser el primer ordinador electrònic comercialment disponible de propòsit general del món. La primera màquina va ser lliurada a la Universitat de Manchester el febrer de 1951, abans que la UNIVAC I, que va ser lliurada a l'Oficina de Censos dels Estats Units un mes més tard.
La màquina va ser construïda per Ferranti del Regne Unit. Estava basada en el Manchester Mark I, la qual va ser dissenyada a la Universitat de Manchester per Freddie Williams i Tom Kilburn. El Manchester Mark I va servir com a prototip del Ferranti Mark I, les principals millores van ser la mida de la memòria primària i secundària, un multiplicador més ràpid i instruccions addicionals.
El Mark I feia servir paraules de 20 bits emmagatzemades en una línia de punts en un tub Williams, cada tub emmagatzemava un total de 64 "línies" de punts. Cada instrucció s'emmagatzemava en una paraula, mentre que els nombres eren emmagatzemats en dues paraules. La memòria principal consistia en vuit tubs, cadascun emmagatzemava una "pàgina" de 64 paraules. Altres tubs emmagatzemaven un acumulador (A) de 80 bits, el registre quocient/multiplicador (MQ) de 40 bits i vuit "línies-B", o índexs de registres, els quals eren una de les característiques úniques del disseny Mark I. L'acumulador podia ser direccionat com dues paraules de 40 bits. Un extra de 20 bits per tub emmagatzemaven valors de desplaçament en la memòria secundària. La memòria secundària estava implementada en un tambor magnètic de 512 pàgines, emmagatzemant 2 pàgines per pista, amb un temps de revolució de 30 mil·lisegons per volta. El tambor tenia vuit vegades la capacitat del disseny Manchester original.
La instruccions, com en la màquina de Manchester, usaven un format de direccionameinto simple en el qual els operands eren modificats i posats en l'acumulador. Tenia al voltant de 50 instruccions en total. El temps bàsic per cicle era d'1,2 mil·lisegons, i una multiplicació podia completar en la nova unitat paral·lela al voltant de 2,16 mil·lisegons (unes cinc vegades més ràpid que el disseny original). El multiplicador feia servir prop d'un quart de les 4.050 vàlvules de la màquina. Diverses instruccions van ser agregades per copiar una paraula de memòria d'un tub Williams a la màquina de cinta de paper, o per llegir des de la dita cinta de paper. Moltes instruccions es van agregar al disseny original de Manchester, incloent una instrucció de nombres aleatoris i diverses altres per manejar les "línies-B".
El Mark I original havia de ser programat ingressant caràcters que representaven valors de 5 bits que podien representar en una cinta de paper. Els enginyers van decidir utilitzar una relació simple entre les perforacions de la cinta i els dígits binaris que representaven, però la relació entre els forats del paper i la codificació física mai va intentar ser un "mapeig" binari. Com a resultat, els caràcters representats pels valors 0 a 31, semblaven generats a l'atzar: /E A: SIU ½ DRJNFCKTZLWHYPQOBG "MxV £ . Cada isntrucción era representada per un sol caràcter.
La primera màquina va ser venuda a la Universitat de Manchester. Ferranti va tenir grans esperances de vendre altres màquines, i van rebre una comanda de l'Atomic Energy Research Establishment (Regne Unit) per a ser lliurat a la tardor (boreal) de 1952. No obstant això, mentre la màquina era construïda va canviar el govern, i el nou cancel·lar tots els contractes per dalt de les ₤ 100.000. Una Mark I parcialment acabada va quedar en Ferranti, i va ser comprada més tard per la Universitat de Toronto a preu "d'emergència". La màquina de la Udet, anomenada "FERUT", va ser àmpliament usada en negocis, enginyeria i acadèmia.
Després de les dues primeres màquines, es va llançar una màquina revisada. Coneguda com el Ferranti Mark I * o el Ferranti Star (Ferranti Estrella). Les revisions principalment depurar el joc d'instruccions per a un millor ús. En lloc d'un "mapeig" dels forats de la cinta de paper que semblava produït a l'atzar, la nova màquina tenia un mapeig amb forats en ordre, per produir un joc molt més simple: ø £ ½ 0 : $ ABCDEFGHIJKLMNPQRSTUVWXYZ. A més diversos comandaments per manejar els registres d'índexs tenien efectes secundaris que produïen programes extravagants, però es van modificar per no tenir-los. La instrucció de màquina JUMP saltava a una posició anterior de la desitjada, per la mateixa manera que els índexs tenien comportaments estranys. Es va provar que això era bo només en teoria, però en la pràctica era molt molest i també va ser corregit. L'Entrada/Sortida modificades, amb nombres de 5 bits escrits amb el dígit menys significatiu a la dreta, com és típic en l'escriptura de nombres. Tot això, juntament amb molts altres canvis, van millorar molt la facilitat de programar la nova màquina. Es van vendre com a mínim 7 màquines Mark I * entre 1951 i 1957, una d'elles als laboratoris de Shell a Amsterdam.

## Música
Incloses amb el joc d'instruccions del Ferranti Mark 1, hi havia una ordre per emetre un so, el que permetia a la màquina donar als operadors una retroalimentació auditiva. El so generat podia ser alterat en freqüència, una característica del Mark 1 que va ser explotada per fer el primer enregistrament conegut de música d'ordinador, tocant un popurri que va incloure "God Save the Queen, "Baa Baa Black Sheep" (cançó de bressol), i "In the Mood". La gravació va ser feta per la BBC cap a finals de 1951, i la programació va ser feta per Christopher Strackey, un professor de matemàtica a Harrow School i amic de Alan Turing. No va ser el primer ordinador a tocar música. El primer va ser el CSIRAC, el primer ordinador digital d'Austràlia, amb una versió de la Marxa del Coronel Bogey.